# Ikke-teistisk religion
Ikke-teistisk religion eller non-teistisk religion (engelsk: nontheistic religion) er religion, der ikke bygger på guder. Vigtige religioner uden tro på eller tilbedelse af guder er buddhisme, janisme, konfucianisme og daoisme, og det gælder også nogle grene af satanisme og af hinduismen. Mens ikke-teistiske religioner ikke bygger på eksistensen af guder, er de ikke optaget af at benægte eksistensen af guder som ateismen er.

## Østen
Flere østlige religioner bygger ikke på guder. Mest kendt af disse østlige religioner i den vestlige verden er buddhismen, hvor der ikke er nogen gud. En anden religion, der er kendt i den vestlige verden, er hinduismen, som er en samlebetegnelse for en række religioner, hvoraf nogle er ikke-teistiske.

## Vesten
Men manglen på guder findes også i Vesten. Det gælder for eksempel i nogle former for religiøs humanisme og satanisme. I USA blev The Satanic Temple officielt anerkendt som en ikke-teistisk religion i 2019. Visse former for moderne kristendom indeholder desuden en tanke om, at “Gud” blot er en metafor eller lignende for noget menneskeligt. Nogle anser også panteisme som en ikke-teistisk religion.